# Jaha järv
Jaha järv (järv = See) ist ein See auf der größten estnischen Insel Saaremaa im Kreis Saare. Der 3,3 Hektar große See wird nicht öffentlich genutzt. Mit maximal 80 Zentimetern Tiefe ist er sehr seicht. Das ehemals bewohnte Dorf Merise lag am Ufer des Sees.